# Jeux bolivariens de 2005
Navigation
Édition précédente Édition suivante
Les Jeux bolivariens de 2005 sont une compétition multisports et se déroulent en Colombie. Ils sont organisés par l'Organización Deportiva Bolivariana (ODEBO).

## Tableau des médailles
- Pays organisateur

| Rang  | Nation    | Or  | Argent | Bronze | Total |
| ----- | --------- | --- | ------ | ------ | ----- |
| 1     | Venezuela | 179 | 136    | 105    | 420   |
| 2     | Colombie  | 173 | 181    | 116    | 470   |
| 3     | Équateur  | 25  | 68     | 136    | 229   |
| 4     | Pérou     | 25  | 19     | 58     | 102   |
| 5     | Bolivie   | 10  | 10     | 43     | 63    |
| 6     | Panama    | 2   | 2      | 7      | 11    |
| Total | Total     | 414 | 416    | 465    | 1295  |